# Синхронне плавання на Чемпіонаті світу з водних видів спорту 2011
Змагання з синхронного плавання на Чемпіонаті світу з водних видів спорту 2011 тривали з 17 до 23 липня в Спортивному центрі «Схід» у Шанхаї (Китай).

## Розклад змагань
| Дата          | Час   | Раунд                                             |
| ------------- | ----- | ------------------------------------------------- |
| 17 липня 2011 | 09:00 | Соло, технічна програма, попередні змагання       |
| 17 липня 2011 | 14:00 | Дует, технічна програма, попередні змагання       |
| 17 липня 2011 | 17:15 | Соло, технічна програма, фінал                    |
| 18 липня 2011 | 09:00 | Група, технічна програма, попередні змагання      |
| 18 липня 2011 | 19:00 | Дует, технічна програма, фінал                    |
| 19 липня 2011 | 09:00 | Комбінація, довільна програма, попередні змагання |
| 19 липня 2011 | 14:00 | Дует, довільна програма, попередні змагання       |
| 19 липня 2011 | 19:00 | Група, технічна програма, фінал                   |
| 20 липня 2011 | 09:00 | Соло, довільна програма, попередні змагання       |
| 20 липня 2011 | 14:00 | Група, технічна програма, попередні змагання      |
| 20 липня 2011 | 19:00 | Соло, довільна програма, фінал                    |
| 21 липня 2011 | 19:00 | Комбінація, довільна програма, фінал              |
| 22 липня 2011 | 19:00 | Дует, довільна програма, фінал                    |
| 23 липня 2011 | 19:00 | Група, технічна програма, фінал                   |

## Таблиця медалей
*   Країна-господарка (Китай)
| Місце              | Країна             | Золото | Срібло | Бронза | Загалом |
| ------------------ | ------------------ | ------ | ------ | ------ | ------- |
| 1                  | Росія              | 7      | 0      | 0      | 7       |
| 2                  | Китай*             | 0      | 6      | 1      | 7       |
| 3                  | Іспанія            | 0      | 1      | 5      | 6       |
| 4                  | Канада             | 0      | 0      | 1      | 1       |
| Загалом (4 збірні) | Загалом (4 збірні) | 7      | 7      | 7      | 21      |

- Рекорд(*)

## Медальний залік
| Дисципліна                    | Золото | Золото | Срібло | Срібло | Бронза | Бронза |
| ----------------------------- | --- | ------ | --- | ------ | --- | ------ |
| Соло, технічна програма       | Наталія Іщенко (RUS) | 98.300 | Хуан Сюечень (CHN) | 96.500 | Андреа Фуентес (ESP) | 95.300 |
| Соло, довільна програма       | Наталія Іщенко (RUS) | 98.550 | Андреа Фуентес (ESP) | 96.520 | Сунь Веньянь (CHN) | 95.840 |
| Дует, технічна програма       | Наталія Іщенко (RUS) Світлана Ромашина (RUS) Олександра Зуєва (RUS) (резерв) | 98.200 | Хуан Сюечень (CHN) Лю Оу (CHN) Ло Сі (CHN) (резерв) | 96.500 | Она Карбонелл (ESP) Андреа Фуентес (ESP) | 95.400 |
| Дует, довільна програма       | Наталія Іщенко (RUS) Світлана Ромашина (RUS) Олександра Зуєва (RUS) (резерв) | 98.410 | Цзян Тінтін (CHN) Цзян Веньвень (CHN) | 96.810 | Она Карбонелл (ESP) Андреа Фуентес (ESP) | 96.500 |
| Група, технічна програма      | Росія · Анастасія Давидова · Марія Громова · Ельвіра Хасянова · Світлана Колесніченко · Дарія Коробова · Олександра Пацкевич · Алла Шишкіна · Анжеліка Тіманіна · Анісія Ольхова (резерв) · Олександра Зуєва (резерв)            | 98.300 | Китай · Чан Си · Хуан Сюечень · Цзян Тінтін · Цзян Веньвень · Лю Оу · Ло Сі · Сунь Веньянь · У Івень · Чень Сяоцзюнь (резерв) · Го Лі (резерв)                         | 96.800 | Іспанія · Клара Басьяна · Альба Кабельйо · Она Карбонелл · Маргаліда Креспі · Андреа Фуентес · Таїс Енрікес · Паула Кламбург · Крістіна Сальвадор · Сара Хіхон (резерв) · Ірен Монтруккіо (резерв)                                  | 96.000 |
| Група, технічна програма      | Росія · Анастасія Давидова · Наталія Іщенко · Ельвіра Хасянова · Світлана Колесніченко · Дарія Коробова · Олександра Пацкевич · Алла Шишкіна · Анжеліка Тіманіна · Марія Громова (резерв) ·                                      | 98.620 | Китай · Чан Си · Фань Цзячень · Хуан Сюечень · Цзян Тінтін · Цзян Веньвень · Лю Оу · Ло Сі · У Івень · Чень Сяоцзюнь (резерв) · Сунь Веньянь (резерв)                  | 96.580 | Іспанія · Клара Басьяна · Альба Кабельйо · Она Карбонелл · Маргаліда Креспі · Андреа Фуентес · Таїс Енрікес · Паула Кламбург · Ірен Монтруккіо · Сара Хіхон (резерв) · Крістіна Сальвадор (резерв)                                  | 96.090 |
| Комбінація, довільна програма | Росія · Анастасія Давидова · Марія Громова · Наталія Іщенко · Ельвіра Хасянова · Світлана Колесніченко · Дарія Коробова · Олександра Пацкевич · Світлана Ромашина · Алла Шишкіна · Анжеліка Тіманіна · Анісія Ольхова (резерв) · | 98.470 | Китай · Чан Си · Чень Сяоцзюнь · Фань Цзячень · Го Лі · Хуан Сюечень · Лю Оу · Ло Сі · Сунь Веньянь · У Івень · Ю Леле · Цзян Тінтін (резерв) · Цзян Веньвень (резерв) | 96.390 | Канада · Женев'єв Беланже · Марі-П'єр Будро Ганьйон · Стефані Дюроше · Джо-Анні Фортін · Хлої Айзек · Стефані Леклер · Трейсі Літтл · Еліс Маркотт · Карін Томас · Валері Велш · Ґабріель Кардінал (резерв) · Ерін Віллсон (резерв) | 96.150 |